# Nereïde (maan)
Nereïde (Engels Nereid) is een maan van Neptunus. De maan is in 1949 ontdekt door Gerard Kuiper. Nereïde is genoemd naar de nimfen van de zee uit de Griekse mythologie. De Nereïden waren de vijftig dochters van Nereus en Doris. Nereïde is zeer klein, maar was (naast Triton) een van de 2 reeds bekende manen voordat Voyager 2 Neptunus bezocht.

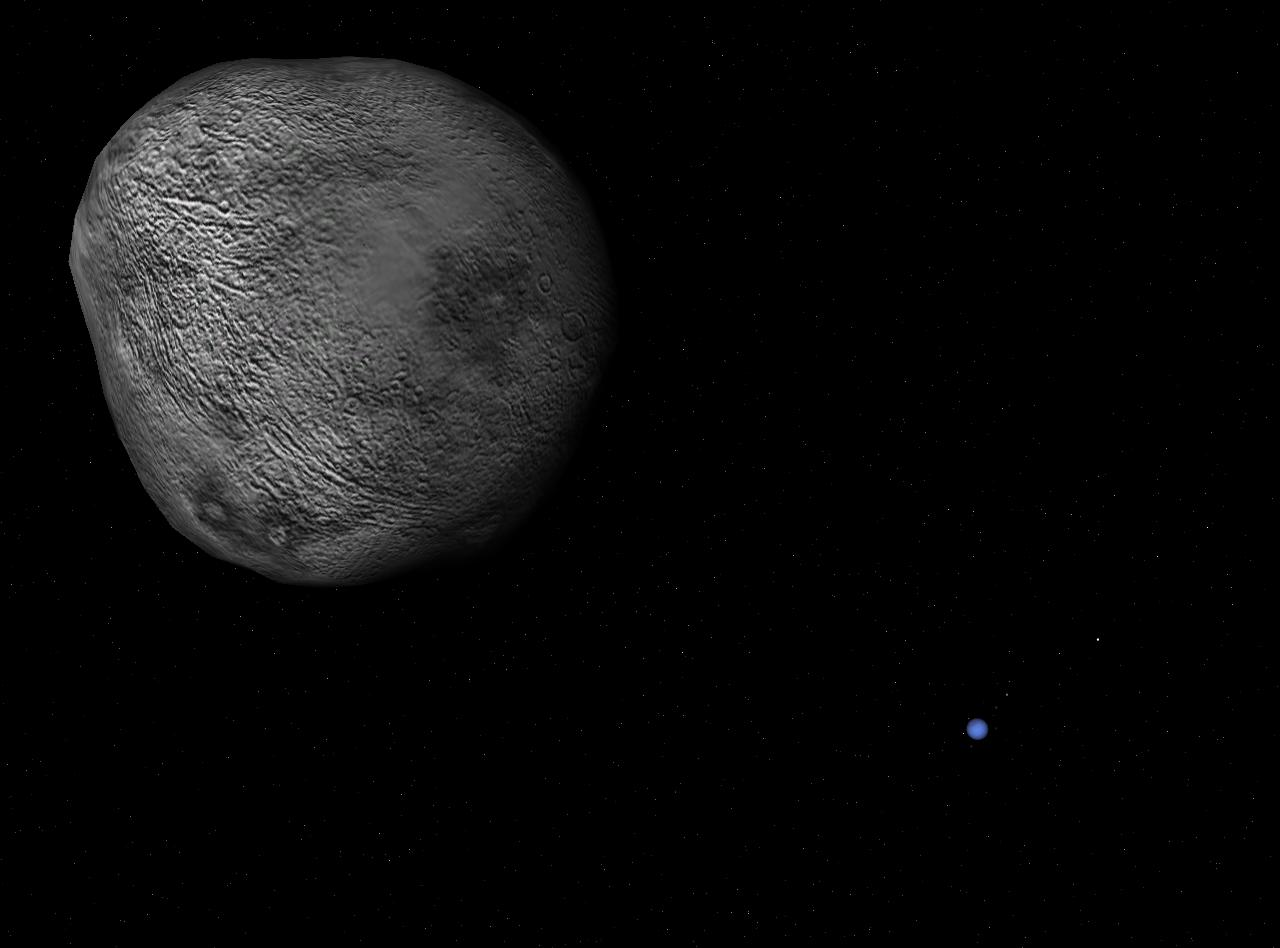
Artistieke tekening van Nereïde met Neptunus op de achtergrond

Triton · Naiad · Thalassa  · Despina · Nereïde · Galatea · Larissa · Proteus · Halimede · Sao · Hippocampus · Laomedeia · Psamathe · Neso